# Refuge du Soreiller
Das Refuge du Soreiller auf 2719 m Höhe ist eine Schutzhütte im Pelvoux im französischen Département Isère in der Region Auvergne-Rhône-Alpes.

## Beschreibung
Die Schutzhütte ist unter der imposanten Silhouette der Aiguille Dibona im Pelvoux gebaut. Sie gehört der Société des Touristes du Dauphiné (Tourismusverein Dauphine).

## Zugang
Die Schutzhütte kann erreicht werden, indem man die Straße von Saint-Christophe-en-Oisans nach La Bérarde nimmt und 3 km vor dem Ort hält. Von dort aus geht es etwa drei Stunden bergauf in nördlicher Richtung.

## Gipfelaufstiege
Die Hütte ist der Ausgangspunkt für mehrere Bergtouren zu den folgenden Bergen:
- Aiguille du Plat de la Selle – 3596 m
- Tête du Rouget – 3418 m
- Aiguille Orientale du Soreiller – 3382 m
- Aiguille Centrale du Soreiller – 3338 m
- Aiguille Occidentale du Soreiller – 3280 m
- Aiguille Dibona – 3131 m